# Piz Vatgira
Piz Vatgira é uma montanha dos Alpes Lepontinos, na Suíça. Tem 2983 m de altitude e 158 m de proeminência topográfica.
O Piz Vatgira fica a sul de Sedrun no cantão Graubünden. A montanha fica entre os vales Nalps e Medel, a meio caminho entre Lai da Nalps e Lai da Sontga Maria. Do lado oriental fica um pequeno glaciar que termina num lago, o Lai Verd (2702 m).
O Piz Vatgira, ou mais precisamente um subpico de 2981 m de altitude a 350 m a sul do cume principal, fica exatamente sobre o ponto mais fundo do túnel de base de São Gotardo. O túnel, o mais longo e profundo do mundo, passa 2500 m abaixo da superfície.O Piz Vatgira é o mais alto dos três picos principais sobre o túnel, sendo os outros dois o Chrüzlistock e o Pizzo dell'Uomo.